# Jim Osborne (tennista)
Jim H. Osborne (Honolulu, 1º febbraio 1945) è un ex tennista statunitense.